# District d'Acomayo
Au Pérou, le district d'Acomayo est l’un des sept districts de la province d'Acomayo située dans le département de Cusco. 
Sa capitale est la ville d’Acomayo située à 3 221 m d’altitude. Officiellement, ce district a été créé le 21 juin 1825 par décret de Simón Bolívar.
Les habitants du district sont principalement des citoyens autochtones d’origine quechua. Le quechua est la langue que la majorité de la population (74,78%) a appris à parler dans l’enfance, 25,18% des résidents ont commencé à parler en utilisant la langue espagnole (recensement du Pérou de 2007). 
Le district est traversé par les routes CU-123 et CU-117.

## Toponymie
Acomayo signifie « rivière de sable » en quechua.